# Тайният живот на Уолтър Мити (филм, 2013)
„Тайният живот на Уолтър Мити“ (на английски: The Secret Life of Walter Mitty) е американска приключенска трагикомедия от 2013 г. на режисьора Бен Стилър, който също изпълнява главната роля. Във филма още участват Кристен Уиг, Шърли Маклейн, Адам Скот, Катрин Хан и Шон Пен.
Това е втората филмова адаптация на едноименната кратка история от 1939 г., написана от Джеймс Търбър, след версията от 1947 г., с участието на Дени Кей. След световната си премиера в Нюйоркския филмов фестивал на 5 октомври 2013 г., филмът е пуснат по кината от „Туентиът Сенчъри Фокс“ на 25 декември 2013 г. в Северна Америка.